# Marija II. Angleška
Marija II ( 30 april 1662- 28 december 1694) je bila kraljica Anglije, Škotske in Irske, ki je od leta 1689 do svoje smrti so vladala s svojim možem Viljemom. Bila sta skupna vladarja. Čeprav je bil njen oče Jakob vojvoda York katolik sta bili Marija vzgojena kot Anglikanca. Njenemu stricu Karu II je primanjkovalo zakonskih otrok je bila Marija druga v vrsti nasledstva. Leta 1677 se je poročila s svojim bratrancem Viljemom.
Njen oče je bil katolik. V Angliji pa niso imeli radi katolikov.  Ker sta bili njegovi hčerki s prvo ženo Marija in njena sestra Ana protestantki, zato so imeli v parlamentu upanje, ker je Jakoba na prestolu nasledila Marija. Jakob pa je s svojo novo ženo imel sina Jakoba.  
Jakob je kmalu zatem ko je postal kralj se je poročil še enkrat in dobil sina Jakoba. Parlamet je povabil Viliema in Marijo da prevzameta oblast, kar sta tudi naredila.